# LIPNUR Belalang
Le LIPNUR Belalang (« Sauterelle », en indonésien) était un avion d'entraînement militaire, produit en petites quantités en Indonésie à la fin des années 1950. Il s'agissait essentiellement d'un Piper L-4J Cub converti en avion à aile basse (le Cub original possède une aile haute).

## Versions
- Belalang 85 : Prototype, produit à un seul exemplaire ;
- Belalang 90 : Désignation donné à cinq exemplaires de série, propulsés par un moteur Continental C90-12F de 90 ch (67 kW)[1] ;
- Belalang 90A : Version améliorée, recevant un moteur Continental O-200 de 100 ch (75 kW), une verrière coulissante et un train d'atterrissage revu[2].

## Utilisateur
- Indonésie :
  - Armée de l'air indonésienne : Le programme de conversion visant à modifier tous les L-4J de l'Armée de l'air indonésienne en Belalangs débuta en 1959[1]. Au début des années 1960, le Belalang était devenu l'avion d'entraînement standard de la force aérienne du pays[1].

## Spécifications techniques (version90A)
Données de Jane's All The World's Aircraft 1965–66 , Flight International, juillet 1962.
Caractéristiques générales
- Équipage : 2 membres : 1 pilote + 1 élève-pilote
- Longueur : 7,7 m
- Envergure : 9,5 m
- Hauteur : 2,03 m
- Surface alaire : 15 m2
- Profil : USA-35B
- Allongement : 6
- Masse à vide : 230 kg
- Masse maximale au décollage : 330 kg
- Moteur : 1   moteur à 4 cylindres à plat refroidis par air Continental O-200-A de 100 ch (75 kW)

 Performances 
- Vitesse de croisière : 130 km/h
- Distance franchissable : 564 km
- Plafond : 3 700 m
- Vitesse ascensionnelle : 138 m/min

Armement

- Aucun